# Ležaj
 Ovo je glavno značenje pojma Ležaj. Za druga značenja pogledajte Ležaj (razdvojba).
Ležaj, u strojarstvu, je strojni dio koji služi za nošenje, vođenje ili oslanjanje pokretnih dijelova (na primjer osovine, vratila, njihajne poluge, kotača i slično) na mirujuće dijelove (na primjer postolja, kućišta i slično). Uz prenošenje sila s jednog strojnog dijela na drugi, osnovna mu je zadaća smanjivanje trenja između njih. Prema smjeru djelovanja sila, ležaj može biti poprečni i uzdužni: 
- poprečni ili radijalni ležaj prenosi isključivo sile okomite na os ležaja, a
- uzdužni ili aksijalni ležaj preuzima one sile koje djeluju u smjeru njegove osi. Postoji i kombinirani, radijalno-aksijalni ležaj.

Prema načinu rada ležajevi se dijele na:
- klizne ležajeve i
- kotrljajuće ili valjne ležajeve.[1]

Ispravan rad ležajeva je često od presudnog značenja za ispravan rad i vijek trajanja strojeva i naprava u koje su ugrađeni. Zbog toga je vrlo važno odabrati najprikladniju vrstu, odabrane ležajeve pravilno proračunati, te uzeti u obzir upute za njihovu ugradnju u konstrukcijski sklop stroja ili naprave. Pri tome se moraju uzimati u obzir brojni čimbenici, kao što su promjer osovine ili vratila, način opterećenja, brzina vrtnje (broj okretaja), zahtijevani životni vijek, uvjeti rada (temperatura, prašnjava okolina), i tako dalje.

## Povijest
Klizni ležajevi ušli su u upotrebu pronalaskom kotača, dakle davno prije nove ere, a danas je to strojni dio koji nas prati na svakom koraku: od ručnog sata (promjeri od 0,3 do 0,6 mm, opterećenja od nekoliko mN) do ogromnih kliznih ležajeva valjaoničkih stanova (promjeri preko 1000 mm, opterećenja preko 40 kN). Između dijelova u relativnom gibanju nalazi se tanki sloj ulja ili uljni film, debljine reda veličine 2 do 50 μm.
Valjni ležaj patentirao je velški izumitelj Philip Vaughan 1794., a prvi je primijenio u Francuskoj Jules Suriray 1869., na pedalima za bicikl. Kod njih se između dijelova u relativnom gibanju (unutrašnjeg prstena vezanog za osovinu i vanjskog prstena vezanog za kućište) nalaze valjna tijela promjera reda veličine 2 do 50 mm.

## Vrste ležajeva
Prema načinu rada ležajevi se dijele na klizne ležajeve i kotrljajuće ili valjne ležajeve. Prema smjeru djelovanja sila, ležaj može biti poprečni i uzdužni.

### Klizni ležaj
Klizni ležaj omogućuje vođenje pokretnih strojnih dijelova (osovine, vratila) i prijenos opterećenja s rukavca osovine ili vratila na blazinicu ležaja. Klizne površine podmazane su uljem, a rjeđe mašću ili krutim sredstvima za podmazivanje. Prema djelovanju opterećenja razlikuju se radijalni i aksijalni klizni ležajevi. Postoje još i klizni ležajevi za vođenje koji služe samo za vođenje osovine ili vratila, a ne prenose nikakva vanjska opterećenja.
U kliznom ležaju, ležajni dio osovine ili vratila (čep ili rukavac) oslanja se na glatku, izdašno podmazivanu cilindričnu plohu. Ona je redovito izrađena od materijala mekšeg od materijala čepa; smještena je u kućištu, a naziva se blazinica. Klizni ležaj izrađuje se kao zatvoreni (očni), s jednodijelnom blazinicom, ili kao otvoreni, s dvodijelnom blazinicom. Samoprilagodljivi ležaj ima blazinicu vezanu s kućištem preko kuglaste površine, pa se os ležaja može prilagoditi položaju osi vratila ili osovine. Blazinice se najčešće izrađuju od bijele kovine (slitina kositra, bakra, olova i antimona), bronce ili od sinteriranih metala, a u posebnim slučajevima od plastike, gume, drva i drugih materijala. Za podmazivanje redovito služi mineralno ili sintetsko ulje, a kod gumenih blazinica voda. Prednost je kliznoga ležaja bešuman rad, dobro amortiziranje udaraca, manja osjetljivost na nečistoće, veća tolerancija pri izradbi i lakši popravci.

#### Način rada i podmazivanje kliznih ležajeva
Osnovna namjena podmazivanja kliznih ležajeva jest smanjenje trenja i time smanjenje gubitaka snage, smanjenje trošenja i time povećanje vijeka trajanja ležaja, te smanjenje zagrijavanja i time sprečavanje zaribavanja ležajeva. Ova tri cilja ostvaruju se dobrim podmazivanjem, pri kojem su površina rukavca i blazinice ležaja razdvojene tankim slojem ulja (uljnim filmom), u kojem vlada tekuće trenje. Prema tome, kod idealnog kliznog ležaja nema trošenja. Dobri ležajevi mogu pod povoljnim okolnostima raditi bez vidljivog trošenja, s praktički neograničenom trajnosti. To je posljedica razvoja tribologije – znanosti o trenju, trošenju i podmazivanju. Za postizanje tekućeg trenja potrebno je u sloju maziva osigurati tlak koji omogućava ravnotežno stanje s vanjskim opterećenjem ležaja. Ovo se postiže hidrostatičkim ili hidrodinamičkim načinom podmazivanja.

### Kotrljajući ili valjni ležaj
Valjni ležaj omogućuje, slično kao i klizni ležaj, vođenje pokretnih strojnih dijelova, umetnutih u odgovarajuće kućište. Sastavljeni su od unutarnjeg i vanjskog prstena (ili ploče kod aksijalnih ležajeva), između kojih se u odgovarajuće oblikovanom kavezu vrte valjna tijela. Među valjnim tijelima prevladava trenje valjanja. Valjni ležajevi mogu istovremeno prenositi poprečno i uzdužno opterećenje, samo poprečno ili samo uzdužno opterećenje. Obzirom na opterećenje koje prevladava razlikuju se poprečni i uzdužni valjni ležajevi.
Kotrljajući ili valjni ležaj ima između osovine i tijela ležaja umetnut niz valjnih tijela (na primjer valjaka ili kuglica), koja se za vrijeme rada kotrljaju. Ta su tijela obično smještena između dva prstena, jednoga navučenog na osovinu, a drugog utisnutog u kućište stroja. Kako bi se spriječilo trenje među valjnim tijelima, poseban držač (kavez) osigurava među njima stalni razmak. Prema rasporedu valjnih tijela ležajevi mogu biti jednoredni i dvoredni, a prema obliku kuglični, valjkasti, igličasti, bačvasti i stožasti. Podmazuju se najčešće mašću, ali i uljem ako su na takvu mjestu gdje je moguće osigurati dotok čistog ulja. Mogu se izvesti kao uzdužni, poprečni ili uzdužno-poprečni. Obično su od metala, a u novije se doba dijelovi valjnih ležaja izrađuju i od keramičkih materijala. Kotrljajući ležajevi danas su u najširoj upotrebi, a u odnosu na klizne ležajeve njihove su prednosti: manji gubitci zbog trenja (koeficijent trenja kotrljanja znatno je manji od koeficijenta trenja klizanja), lakše održavanje i nadzor, neznatan utrošak maziva, manji su i serijski se proizvode u normiziranim izmjerama pa su zato lako zamjenljivi i jeftiniji.

#### Poprečni valjni ležajevi
Poprečni valjni ležajevi su u osnovi namijenjeni za prenošenje poprečnih opterećenja, iako neke izvedbe omogućavaju i prijenos uzdužnih opterećenja. Međusobno se razlikuju prije svega prema obliku valjnih tijela. U praksi se najviše upotrebljavaju kuglični ležajevi u kojima su valjna tijela kuglice.

#### Jednostavni kuglični ležajevi
Jednostavni kuglični ležajevi standardizirani su prema ISO 15, DIN 625 i HRN M C3.600. Dopuštaju velike brzine vrtnje, te su primjereni za prenošenje obostranih poprečnih i uzdužnih opterećenja. S obzirom na to da imaju povoljnu cijenu, u praksi su to najčešće korišteni valjni ležajevi. Izrađuju se u jednorednoj ili dvorednoj izvedbi. Jednoredni kuglični ležajevi su kruti, nerastavljivi radijalni ležajevi u kojima su valjna tijela (kuglice) vođena u dubokim utorima u unutarnjem i vanjskom prstenu ležaja. Imaju približno jednaku radijalnu i aksijalnu nosivost, a od svih vrsta ležajeva najprimjereniji su za najviše brzine vrtnje. Dvoredni kuglični ležajevi imaju, u usporedbi s jednorednima, veću radijalnu nosivost, ali dopuštaju nešto manje brzine vrtnje. U zadnje vrijeme se sve manje upotrebljavaju jer su ih u praksi skoro u potpunosti zamijenili dvoredni kuglični ležajevi s kosim dodirom.

#### Samopodesivi kuglični ležajevi
Samopodesivi kuglični ležajevi su standardizirani prema ISO 15, DIN 630 i HRN M. C3.68. Imaju kutnu pokretljivost, pa su zato neosjetljivi na kutna odstupanja i savijanje vratila. Optimalna unutarnja konstrukcija osigurava malo trenje valjnih površina, veću nosivost i dugi životni vijek ležaja. Izrađuju se s valjkastim i stožastim provrtom s nagibom 1:12.

#### Kuglični ležajevi s kosim dodirom
Kuglični ležajevi s kosim dodirom standardizirani su prema ISO 15, DIN 628 i HRN M.C3.621. Optimalna unutarnja konstrukcija osigurava veliku točnost vrtnje, veliku nosivost u radijalnom i jednom (jednoredni i dvoredni s T-rasporedom) ili oba (dvoredni) aksijalna smjera, velike brzine vrtnje i miran hod. Aksijalna nosivost ležaja raste s kutom dodira između kuglice i prstenova ležaja. Jednoredni kuglični ležajevi s kosim dodirom imaju kut dodira 40°, nerastavljivi su i dopuštaju velike brzine vrtnje. Na raspolaganju su u dvije izvedbe - normalnoj i univerzalnoj. Dok su ležajevi normalne izvedbe primjereni za uležištenja u kojima je za svaki oslonac potreban samo jedan ležaj koji prenosi aksijalno opterećenje samo u jednom smjeru, ležajevi univerzalne izvedbe predviđeni su za uležištenje dvaju ili više ležajeva zajedno u nizu, s proizvoljnim međusobnim rasporedom.

#### Valjkasti ležajevi
Valjkasti ležajevi su standardizirani prema DIN 5412 i HRN M.C3.631 do 642. Geometrija dodira između valjaka i prstenova ležajeva poboljšana je takozvanim logaritamskim profilom dodira, koji omogućuje optimalno podmazivanje i pravilno kretanje kotrljajućih tijela. Posljedica toga je duži životni vijek, pouzdaniji rad i manja osjetljivost na odstupanja od idealnih odnosa. Izrađuju se u jednorednoj ili dvorednoj izvedbi. Jednoredni valjkasti ležajevi mogu biti s kavezom ili bez. Prvi imaju valjke vođene u kavezu, koji je pričvršćen na jednom od prstenova ležaja. Prsten ležaja s pričvršćenim kavezom odvojiv je skupa s valjcima od drugog prstena, što omogućuje jednostavnu ugradnju i rasklapanje ležajeva. Općenito, ovi ležajevi prenose velika radijalna opterećenja, a primjereni su i za velike brzine vrtnje.
Osnovne izvedbe nisu primjerene za dodatna aksijalna opterećenja, ali s odgovarajuće oblikovanim prstenima ovi ležajevi mogu prenositi mala opterećenja i u aksijalnom smjeru. Jednoredni valjkasti ležajevi bez kaveza imaju povećan broj valjaka što omogućuje izradu vrlo kompaktnih sklopova s ležajevima. Odlikuju se malom visinom poprečnog presjeka, u usporedbi sa širinom (malen prostor za ugradnju), te su primjereni za vrlo velika radijalna
opterećenja. Slaba strana su im nešto manje dopuštene brzine vrtnje. Dvoredni valjkasti ležajevi se izrađuju se u pravilu bez kaveza i imaju slična svojstva kao i jednoredni ležajevi, osim što su primjereni za još veća vanjska opterećenja.

#### Stožasti ili konični ležajevi
Stožasti ležajevi su standardizirani prema DIN 720 i HRN M.C3.735. Mogu istovremeno prenositi radijalno i aksijalno opterećenje. Obično se izrađuju u jednorednoj izvedbi, a aksijalna opterećenja mogu prenositi samo u jednom smjeru. Ako aksijalne sile djeluju u oba smjera, potrebno ih je pri ugradnje namjestiti zrcalno u odnosu jednog prema drugom. Ležajevi su rastavljivi i omogućuju odvojenu ugradnju unutarnjeg prstena s valjnim vijencem i vanjskog prstena.

#### Bačvasti ležajevi
Bačvasti ležajevi su standardizirani prema DIN 635 i HRN M. C3.651 do 657. Slično kao i samopodesivi kuglični ležajevi, kutno su pokretljivi i zato neosjetljivi na kutno odstupanje vratila, ali u usporedbi s njima imaju višu nosivosti u radijalnom i u aksijalnom smjeru. Bačvasti ležajevi su općenito ležajevi upotrebljivi za velika opterećenja.

#### Igličasti ležajevi
Igličasti ležajevi su standardizirani prema ISO 1206 (DIN 617). Valjna tijela su valjci manjih promjera (iglice) koji osiguravaju relativno veliku nosivost unatoč malim poprečnim presjecima. Izrađuju se s unutarnjim prstenom ili bez njega, a primjereni su svugdje tamo gdje je u radijalnom smjeru na raspolaganju malo prostora za ugradnju. Igličasti ležajevi s unutarnjim prstenom su upotrebljivi za uležištenja kod kojih nije moguće ili nije ekonomski opravdano kaljenje i brušenje vratila. Igličasti ležajevi bez unutarnjeg prstena predstavljaju optimalno rješenje za uležištenja kod kojih je vratilo moguće kaliti i brusiti. Jedni i drugi su primjereni samo za radijalna opterećenja.

### Uzdužni ili aksijalni valjni ležajevi
Uzdužni valjni ležajevi u pravilu prenose samo velika uzdužna opterećenja. Između sebe se razlikuju prema obliku valjnih tijela. 

#### Uzdužni kuglični ležajevi
Uzdužni kuglični ležajevi su standardizirani prema ISO 104 (DIN 711) i HRN M.C3.701/705. Mogu prenositi samo uzdužna opterećenja. Izrađeni su kao jednoredni ili dvoredni ležajevi. Prvi prenose uzdužna opterećenja u jednom, a drugi u oba smjera. Jedni i drugi dopuštaju relativno velike brzine vrtnje. Ležajevi su rastavljivi što omogućuje odvojenu ugradnju pojedinih sastavnih dijelova i time lakšu ugradnju.

#### Uzdužni valjkasti ležajevi
Uzdužni valjkasti ležajevi imaju vrlo jednostavan oblik i građu. Sastavljeni su od dviju ravnih podloški za ležajeve između kojih je uzdužni vijenac kotrljajućih tijela. Mogu prenositi samo uzdužna opterećenja u jednom smjeru, a stvaraju uležištenja koja su neosjetljiva na udare i zahtijevaju malo prostora. Ležajevi su rastavljivi, pa se svi dijelovi mogu ugraditi odvojeno. Upotrebljavaju se prvenstveno tamo gdje je nosivost uzdužnih kugličnih ležajeva premala.

#### Uzdužni igličasti ležajevi
Uzdužni igličasti ležajevi stvaraju kruta uležištenja, neosjetljiva na udarce, koja mogu prenositi velika jednosmjerna aksijalna opterećenja, a trebaju najmanje prostora za ugradnju u uzdužnom smjeru. Za tračnice uzdužnog igličnog vijenca u tim ležajevima mogu se upotrijebiti i čeone površine strojnih dijelova, čime se dodatno ušteđuje na prostoru.

#### Uzdužni bačvasti ležajevi
Uzdužni bačvasti ležajevi su standardizirani prema DIN 728 i HRN M.C3.711/715. Tračnice su im postavljene koso na os ležaja, zbog čega mogu, osim aksijalnih, prenositi i radijalna opterećenja. Ležajevi su kutno pokretljivi, te zato neosjetljivi na kutno odstupanje vratila.

### Magnetni ležaj
Magnetni ležaj je ležaj koji omogućuje vođenje pokretnih strojnih dijelova, kao što su osovine i vratila, korištenjem magnetne levitacije. Osovine i vratila se okreću bez ikakvog fizičkog dodira, a trenje i trošenje dijelova je izuzetno malo. Koristi se kod elektrana, alatnih strojeva, kod naftnih bušotina i cjevovoda prirodnog plina. Koristi se i kod Zippe plinskih centrifuga, u postupku dobivanja obogaćenog uranija. Koristi se i kod turbomolekularnih sisaljki ili pumpi, jer bi uljno podmazivanje zagadilo uzorak. Magnetni ležaj omogućuje najveće brzine okretanja ležaja, koje su ostvarene u praksi.

### Zračni ležaj
Zračni ležaj je posebna vrsta kliznog ležaja vrlo malog trenja jer su površine rukavca i ležaja pri gibanju odvojene slojem stlačenog zraka. Sloj stlačenog zraka između rukavca osovine (ili vratila) i ležaja moguće je dobiti na dva načina, pa se prema načelu stvaranja sloja zraka u ležajnome međuprostoru razlikuju dvije vrste zračnih ležaja:
- zračnodinamički ležaj ili aerodinamički ležaj i
- zračnostatički ležaj ili aerostatički ležaj.

### Šiljasti ležaj
Šiljasti ležaj ili ležaj za šiljasti rukavac je specijalni klizni ležaj s vrlo malim trenjem jer se ležaj i rukavac (dio osovine ili vratila gdje se nalazi ležaj) dodiruju teoretski u jednoj točki. Valjkasti rukavac osovine maloga je promjera i na kraju prelazi u stožac (šiljak) kojemu je vrh kuglasto zaobljen. Promjer valjkastog dijela je od 0,25 do 1 milimetar. Polumjer zaobline vrha stošca treba biti mali (od 0,005 do 0,2 milimetra), a površina šiljka fino obrađena brušenjem i poliranjem. Što je polumjer manji to je manji i moment sile trenja, pa su manji gubitci na trenje. No veličina polumjera ovisi i o opterećenju, i to tako da je za veće opterećenje i polumjer veći.

## Podmazivanje ležajeva
Osovine i vratila imaju oslonce u kliznim ili valjnim ležajevima. Ležaji se podmazuju da bi gubici trenja, a time i zagrijavanje, bili što manji. Pod trenjem se podrazumijeva otpor koji se javlja između površina nalijeganja dvaju tijela i suprotstavlja se međusobnom gibanju bilo klizanjem, bilo kotrljanjem ili valjanjem (trenje gibanja ili kinetičko trenje) ili onemogućuje gibanje (trenje mirovanja ili statičko trenje).
Za ležaje značenje ima samo trenje gibanja. K tome se računa i startno trenje u početku gibanja i trenje zaustavljanja na kraju gibanja. U trenje gibanja spadaju sljedeće vrste trenja:
- Trenje klizanja: kada površine nalijeganja klize jedna po drugoj (klizni ležaj, klizna vodilica kod alatnih strojeva);
- Trenje kotrljanja: kada se dva elastična tijela (na primjer od čelika) kotrljaju jedno po drugom. Zbog elastične deformacije nastaje iz teoretskog točkastog ili linijskog dodira, površinski dodir koji daje klizni udio (valjčići koji se slobodno gibaju između dvije vodilice);
- Trenje valjanja: kada se valjaju dva tijela jedno po drugom, pri čemu je učešće klizanja i kotrljanja određeno unaprijed zakonima gibanja (valjni ležaji, bokovi zupčanika).

Trenje se može podijeliti i na:
- Trenje čvrstih tijela, pri kojem se čvrsta tijela dodiruju neposredno. Na njihovim površinama je oksidacioni sloj ili sloj krutog maziva;
- Suho trenje, ako između dodirnih površina nema oksidacionog sloja, sloja vlage, niti bilo kakvog drugog stranog sloja;
- Tekuće trenje, ako se površine nalijeganja ne dodiruju, a vrhove njihovih površinskih hrapavosti razdvaja nosivi tekući ili plinoviti međusloj. Ako se potreban tlak za nošenje stvara samo gibanjem tijela, onda ga nazivamo hidrodinamičkim, ako pak nastaje sisaljkom (pompom) s posebnim pogonom, onda hidrostatičkim. Trenje koje pri tome nastaje je trenje zbog viskoziteta (žilavosti) materijala nosivog međusloja (hidraulički ležaj);
- Mješovito trenje nastaje među površinama nalijeganja ako postoji djelomično trenje čvrstih tijela, a djelomično tekuće trenje. Mješovito trenje nastaje pri suviše sporom gibanju (kod pokretanja i zaustavljanja), suviše visokom opterećenju ili nedovoljnoj količini tekućne, odnosno plina.

### Podmazivanje i maziva
Radi olakšanja klizanja površina nalijeganja, te radi smanjivanja ili čak sprječavanja trošenja, upotrebljavaju se maziva. Ona treba da omreže klizna mjesta, da prianjaju uz materijale, da razdvajaju hrapavošću izazvane međusobne neravnosti površina nalijeganja, da sama imaju nisku unutrašnju žilavost (viskoznost), da ne nagrizaju materijale i da ih štite od korozije, a da po mogućnosti i hlade, prenose tlak, brtve i štite maziva mjesta od nečistoće i vode. Kao maziva dolaze u obzir:
- Tekuća maziva (ulja): ona uglavnom udovoljavaju najbolje zahtijevima i često se s njima može ostvariti hidrodinamičko podmazivanje;
- Masti za podmazivanje: to su plastične tvari kod kojih su metalnim sapunima ili materiji za zgušćavanje dodana ulja;
- Mješavine čvrstih maziva s uljima ili mastima: čvrsta maziva u prahu miješaju se s uljima ili mastima. Služe kao tankoslojno mazanje pri poteskoćama uhodavanja;
- Kruta maziva: to su krute tvari u prahu ili u obliku ljusaka, koje dobro prianjaju uz klizne površine i time im poboljšavaju klizna svojstva. Najčešće se upotrebljavaju u spoju s uljima, mastima, umjetnim masama (na primjer grafit ili molibdendisulfid);
- Umjetne mase s kliznim sposobnostima: u obzir dolaze poliamid (PA), poliacetal (POM), politetrafluoretilen (PTFE) i fluoretilen-propilen (PFEP), koji se upotrebljavaju za klizne tračnice, ležajeve, brtvila kod vratila i zupčanike. Osim toga mogu se kruta maziva dodati (pomiješati) umjetnim masama, da bi im se poboljšala klizna svojstva (na primjer grafit ili molibdendisulfid za blazinice od umjetnih masa);
- Suhi tanki mazivi slojevi: to su čvrsta maziva u tankim slojevima (TSF), koja služe kao trajno mazivo, isključujući mogućnost zagađivanja hrane ili tekstila;
- Plinovi: ponekad i zrak služi kao mazivo kliznih ležaja kod malih brzohodnih strojeva